# Elisabeth Sulzer

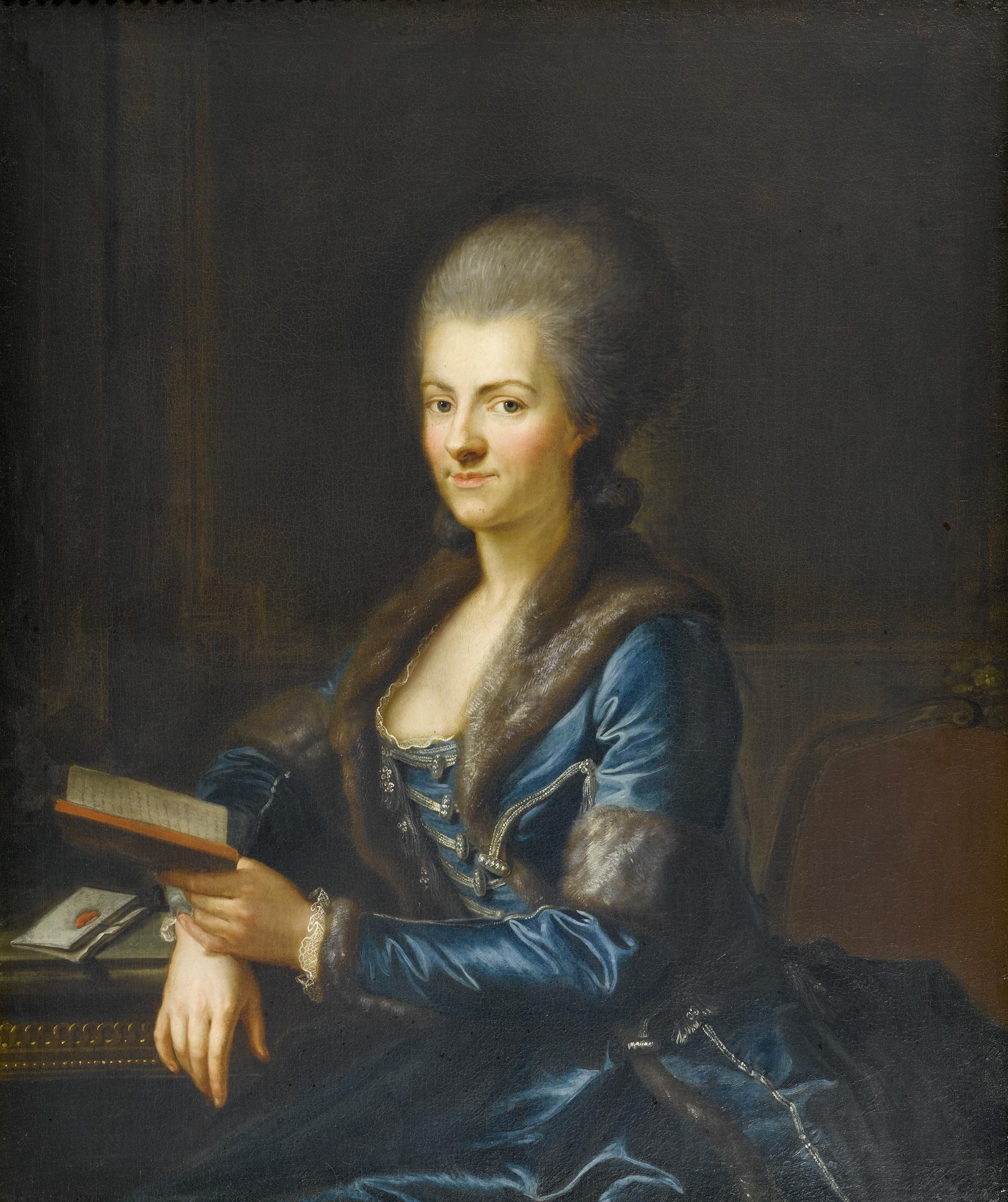
Elisabeth Sulzer, geb. Reinhart. 1765/66 von Anton Graff porträtiert.

Elisabeth Sulzer (* 23. Februar 1732 in Winterthur; † 1. Januar 1797 ebenda) war eine Dame der Gesellschaft.

## Familie
Elisabeth Sulzer, geb. Reinhart, heiratete am 25. April 1756 Dr. med. Hans Heinrich Sulzer zum Rebstock (* 8. März 1736 in Winterthur; † 19. April 1827 ebenda). Hans Heinrich Sulzer war von 1773 bis 1782 im Grossen Rat von Winterthur. 1782 trat er sein Amt als letzter Stadtphysicus von Winterthur an. Das Ehepaar Sulzer-Reinhart hatte 5 Kinder. Die Tochter Anna Sulzer (1760–1829) vermählte sich 1776 mit Salomon Hegner zum Egli (1744–1800), welcher ab 1763 Landschreiber auf der Winterthurer Kanzlei der Grafschaft Kyburg und ab 1786 Schultheiss von Winterthur war. Dieser Ehe entstammte der Ingenieur Salomon Hegner, der Enkel von Elisabeth Sulzer.
Der Pfarrer Hans Heinrich Reinhart (* 1621) von Winterthur ist ein gemeinsamer Vorfahre von Elisabeth Sulzer und Oskar Reinhart.
Die Familie Sulzer war eine weitverzweigte Familie und gehörte dem Patriziat von Winterthur an. Die Sulzers standen in Kontakt mit den führenden Familien der Alten Eidgenossenschaft und der späteren Schweizerischen Eidgenossenschaft. Zudem unterhielten sie gute Beziehungen zu führenden Persönlichkeiten in Preussen und Sachsen sowie weiteren deutschen Staaten.